# Pacôme Thiellement
Pour les articles homonymes, voir Thiellement.
Pacôme Thiellement, né le 6 novembre 1975 à Neuilly-sur-Seine, est un essayiste et vidéaste français,.

## Biographie
Pacôme Thiellement est né en 1975 d’un père français et d’une mère franco-égyptienne de culture orthodoxe copte. À la fin des années 1990, il est étudiant en littérature et cinéma à Paris.

## Activités
En 1987, il fabrique un fanzine de bande-dessinée intitulé Réciproquement, et une maison de micro-édition Vitrine, où il publie des auteurs alternatifs (comme Gilbert Shelton, Édika ou Carali) ainsi que de jeunes auteurs (comme Jean-Christophe Menu, Mattt Konture ou Stanislas Barthélémy — qui participeront notamment à la fondation de L'Association). Cette activité éditoriale lui vaut d'être repéré par les médias et récompensé : l'émission de télévision L'Assiette anglaise lui consacre un reportage en 1989, et il reçoit l'Alphart Fanzine en 1991.
En 1998, avec le peintre Scott Batty et quelques étudiants en lettres amateurs de la revue Le Grand jeu et des phrères simplistes, il fonde le collectif Spectre. Ce collectif publie une épaisse revue élitiste où les images de Scott Batty sont omniprésentes (Spectre, 8 occurrences), monte des expositions et réalise plusieurs moyens métrages. Le collectif est dissous en 2004.
A partir du début des années 2000, Pacôme Thiellement a l'idée de refaire, à destination du public français, ce qu'avait fait l'essayiste américain Greil Marcus : à travers des articles, des conférences et des essais, il présente et analyse des œuvres (il dit « faire l'exégèse »), en majorité issues de la culture de masse américaine (musique rock, séries télévisées), du cinéma d'auteur français ou s'inscrivant, plus globalement, dans le postmodernisme, comme l'expression d'un ésotérisme gnostique qu'« il embrasse sans retenue » selon le journal La Croix.
En étroite collaboration avec Thomas Bertay, Thiellement est en même temps auteur de vidéos qui peuvent être considérées comme du cinéma expérimental. Le duo a réalisé un documentaire sur Frank Zappa intitulé Stupor Mundi.
Il écrit régulièrement pour diverses revues spécialisées (L'Éprouvette, Rock & Folk, Chronic'art…) et est un intervenant régulier pour l'émission de radio Mauvais Genres sur France Culture.
En 2020, paraît Tu m’as donné de la crasse et j'en ai fait de l’or, « roman d’un essayiste pop culture qui s’essaye au récit autobiographique. »
Depuis octobre 2020, il anime un ciné-club mensuel à Paris (Les Dimanches de Charm El-Cheikh au cinéma l'Archipel) qu'il présente ainsi « On va faire un ciné-club qui n'en ressemble à aucun autre. Moitié laboratoire moitié commedia dell arte, on sera masqué, mais on va transformer cette contrainte en carnaval expérimental. » Cela lui permet de cultiver son réseau en recevant des invités issus d'un petit milieu parisien tels que Bertrand Mandico, Elina Löwensohn, Hélène Frappat, Pierre Tévanian, Moune Jamet, François Angelier, Christophe Bier, Claire Doyon, Virginie Di Ricci, Stéphane du Mesnildot, Delfeil de Ton, Antonin Peretjatko et d'autres.
En 2021, il participe à l'atelier de recherche PARVIS, organisé par l'Institut Francilien d'Ingénierie des Services (IFIS) et l'Université Gustave-Eiffel autour de l’excavation du passé ou de l’archivage du présent.
À partir de 2021, il est engagé par la chaîne YouTube Blast pour animer plusieurs séries de chroniques filmées réalisées avec Mathias Enthoven : Infernet, à propos des phénomènes YouTube américain et de leurs dérives ; La fin du film, consacrée au cinéma, ; L'Empire n'a jamais pris fin, consacrée aux traces qu'aurait laissé l'Empire romain dans l'histoire de France (revendiquant l'influence d'Henri Guillemin et d'Alain Decaux, il dit alors assumer un discours sur l'histoire qui ne serait "pas historique" mais néanmoins "validé par plusieurs historiens" comme Raphaël Carbonne) ; Deep Web Fantasia, en compagnie du vidéaste Bolchegeek, évoque des tendances nées sur internet.

## Publications
- Poppermost - considérations sur la mort de Paul McCartney (essai), MF, 2002 ; rééd. 2013 augmentée d'une postface de l'auteur et de textes inédits de Mark Alizart, Christophe Claro, Aurélien Lemant, Laure Limongi, Wilfried Paris, Pierre Pigot et Laurent de Sutter[1]
- Économie Eskimo - le rêve de Zappa (essai), MF, 2005
- Mattt Konture (essai), L'Association, 2006
- Schreber Président ! (dir.), Fage, 2006
- L'Homme électrique - Nerval et la vie (essai), MF, 2008
- Cabala - Led Zeppelin occulte (essai), préface de Philippe Manœuvre, Hoëbeke, 2009
- La main gauche de David Lynch - Twin Peaks et la fin de la télévision (essai), Paris, PUF, coll. "Travaux pratiques", mai 2010.
- Les Mêmes Yeux que Lost (essai), Léo Scheer, 2011
- Tous les Chevaliers Sauvages - un tombeau de l'humour et de la guerre (essai), Philippe Rey, 2012
- Soap Apocryphe (roman), Inculte, 2012
- Pop Yoga (recueil d'articles), Sonatine, 2013
- Les Cinq Livres du King (feuilleton littéraire illustré), avec des illustrations de Jonathan Bougard, Le Feu Sacré éditions, 2014.
- Cinéma Hermetica (recueil d'articles), Super 8 éditions, 2016[15]
- La Victoire des Sans Roi. Révolution gnostique, Paris, PUF, coll. « Perspectives critiques », août 2017, 224 pp,  (ISBN 978-2-130-73004-0)
- Sycomore Sickamour, Paris, PUF, coll. « Perspectives critiques », octobre 2018. 228 pp.[16]
- Serpent, Rouen, Les éditions Derrière la salle de bains, 2018. 2 feuilles pliées l'une dans l'autre.
- Trois essais sur "Twin Peaks", Paris, PUF, coll. "Quadrige", octobre 2018. 208 pp.[6]
  - La main gauche de David Lynch (réédition augmentée de l'original de 2010)
  - Exégèse de la Black Lodge
  - La substance de ce monde
- Tu m'as donné de la crasse et j'en ai fait de l'or, Massot Édition, 2020[10]
- Apocalypse Bertrand Mandico, Rouen, Les éditions Derrière la salle de bains, 2020. 2 feuilles pliées l'une dans l'autre.
- Prince des fêtes brûlantes et des aubes froides, Rouen, Les éditions Derrière la salle de bains, 2021. 2 feuilles pliées l'une dans l'autre.
- L'Enquête infinie, PUF, 2021[17]
- Paris des profondeurs, Le Seuil, 2022
- Infernet, suivi de Internet et moi (une confession), Massot/Blast, 2023
- Le Secret de la Société, PUF, 2024
- L'Empire n'a jamais pris fin, tome 1 : de Jules César à Jeanne d'Arc, Massot/Blast, 2024

### En collaboration
- Sous la direction de Laurent de Sutter, Vies et morts des super-héros, PUF, coll. « Perspectives critiques » : « Chaos reigns », texte de Pacôme Thiellement consacré à South Park et aux super-héros, 2016
- Sous la direction de Laurent de Sutter, Le Livre des trahisons, PUF, coll. « Perspectives critiques » : « 11 février 2016 – Jean-Vincent Placé devient secrétaire d’État chargé de la réforme de l’État », texte de Pacôme Thiellement, 2016
- Sous la direction de Laurent de Sutter, Postcritique, PUF, coll. « Perspectives critiques » : « Pour une exégèse », texte de Pacôme Thiellement, 2019
- The Leftovers, le troisième côté du miroir, de Sarah Hatchuel et Pacôme Thiellement, Playlist Society, 2019
- Sous la direction de Quentin Rouchet, Le Monde est en ruines, éditions Hiver nucléaire, 2020; texte de Pacôme Thiellement.
- Le Tarot Perino de Thomas Perino, Le Feu Sacré éditions : « Intelligence avec le troisième ennemi », texte de Pacôme Thiellement, 2022
- Déviations (avec Bertrand Mandico), Éditions Anima, 2024[18]

## Vidéographie
- Le Dispositif (avec Thomas Bertay, 52 épisodes de durée variable), Sycomore Films, 1999-2013
- La Conspiration des danseuses (avec Thomas Bertay et le collectif SPECTRE), Sycomore Films, 2002
- Le Leurre à mort (avec Thomas Bertay et le collectif SPECTRE), Sycomore Films, 2003
- Deux ou trois poissons (avec Thomas Bertay et le collectif SPECTRE), Sycomore Films, 2004
- Stupor Mundi (avec Thomas Bertay et Antoine Mocquet), Sycomore Films - Les Editions de l'Octet, 2016
- Infernet, chronique web pour la chaine Blast, 2021–2023[12]
- La fin du film, chronique web pour la chaine Blast, 2022–2024
- L'Empire n'a jamais pris fin, chronique web pour la chaine Blast, depuis 2023[14]